# Echipa națională de volei masculin a României
Echipa națională masculină de volei a României este administrată de Federația Română de Volei și participă la competițiile internaționale de volei. România a fost campioană a Europei în anul 1963 și a câștigat medaliile de bronz la Jocurile Olimpice de vară din 1980.

## Selecționeri
- 1956-1957: Nicolae Sotir
- 1959-1960: Nicolae Sotir
- 1962-1964: Nicolae Sotir
- 1964-1969: Sebastian Mihăilescu
- 1970-1974: Nicolae Sotir
- 1978-1982: Nicolae Sotir
- 2004-2005: Dănuț Pascu
- 2007-2008: Gheorghe Crețu
- 2008-2012: Stelian Moculescu
- 2014-2021: Dănuț Pascu
- 2021- :  Sergiu Stancu

## Echipa actuală (2023)
Jucători selectați pentru Campionatul European din 2023:
| Nr. | Nume               | Data nașterii                  | Înălțime | Greutate | Post      | Club                   |
| --- | ------------------ | ------------------------------ | -------- | -------- | --------- | ---------------------- |
| 1   | Bela Bartha        | 19 octombrie 2000 (24 de ani)  | 201      | 105      | Centru    | Dinamo București       |
| 2   | Mircea Peța        | 2 aprilie 1994 (31 de ani)     | 190      | 77       | Extremă   | Steaua București       |
| 3   | Filip Constantin   | 23 octombrie 1997 (27 de ani)  | 190      | 77       | Ridicător | Rapid București        |
| 4   | Sergio Diaconescu  | 28 iulie 1996 (29 de ani)      | 190      | 82       | Libero    | SCM Craiova            |
| 5   | Daniel Chițigoi    | 10 aprilie 2005 (20 de ani)    | 203      | 89       | Extremă   | ZAKSA Kędzierzyn-Koźle |
| 6   | Claudiu Dumitru    | 29 martie 1995 (30 de ani)     | 191      | 70       | Ridicător | Steaua București       |
| 7   | Rareș Bălean       | 8 iulie 1997 (28 de ani)       | 197      | 87       | Extremă   | Dinamo București       |
| 9   | Adrian Aciobăniței | 24 august 1997 (27 de ani)     | 194      | 78       | Extremă   | Skra Bełchatów         |
| 11  | Carol Kosinski     | 29 septembrie 2003 (21 de ani) | 188      | 57       | Libero    | Rapid București        |
| 12  | Marian Bala (C)    | 12 martie 1990 (35 de ani)     | 190      | 77       | Extremă   | Arcada Galați          |
| 13  | Alexandru Rață     | 11 iulie 2000 (25 de ani)      | 193      | 68       | Atacant   | Tectum Achel           |
| 15  | Andrei Butnaru     | 9 februarie 1998 (27 de ani)   | 208      | 97       | Centru    | Arcada Galați          |
| 19  | Robert Călin       | 1 septembrie 2000 (24 de ani)  | 200      | 71       | Centru    | SCM Craiova            |
| 22  | Ștefan Lupu        | 28 mai 1994 (31 de ani)        | 198      | 93       | Centru    | Corona Brașov          |

- Antrenor principal: Sergiu Stancu
- Antrenor secund: Răzvan Parpală
- Preparator fizic: Radu Mandache
- Fizioterapeut: Eugen Pascale

## Rezultate

### Jocurile Olimpice
Campioana       Finalista       Locul trei       Locul patru
| Palmares la Jocurile Olimpice | Palmares la Jocurile Olimpice | Palmares la Jocurile Olimpice | Palmares la Jocurile Olimpice | Palmares la Jocurile Olimpice | Palmares la Jocurile Olimpice | Palmares la Jocurile Olimpice | Palmares la Jocurile Olimpice | Palmares la Jocurile Olimpice |
| An                            | Runda                         | Poziția                       | M                             | V                             | Î                             | SC                            | SP                            |                               |
| ----------------------------- | ----------------------------- | ----------------------------- | ----------------------------- | ----------------------------- | ----------------------------- | ----------------------------- | ----------------------------- | ----------------------------- |
| 1964                          |                               | Locul 4                       | 9                             | 6                             | 3                             | 19                            | 15                            |                               |
| 1968                          | Nu s-a calificat              | Nu s-a calificat              | Nu s-a calificat              | Nu s-a calificat              | Nu s-a calificat              | Nu s-a calificat              | Nu s-a calificat              |                               |
| 1972                          |                               | Locul 5                       | 7                             | 4                             | 3                             | 14                            | 10                            |                               |
| 1976                          | Nu s-a calificat              | Nu s-a calificat              | Nu s-a calificat              | Nu s-a calificat              | Nu s-a calificat              | Nu s-a calificat              | Nu s-a calificat              |                               |
| 1980                          | Semifinale                    | Locul 3                       | 6                             | 4                             | 2                             | 13                            | 9                             |                               |
| 1984                          | Nu s-a calificat              | Nu s-a calificat              | Nu s-a calificat              | Nu s-a calificat              | Nu s-a calificat              | Nu s-a calificat              | Nu s-a calificat              |                               |
| 1988                          | Nu s-a calificat              | Nu s-a calificat              | Nu s-a calificat              | Nu s-a calificat              | Nu s-a calificat              | Nu s-a calificat              | Nu s-a calificat              |                               |
| 1992                          | Nu s-a calificat              | Nu s-a calificat              | Nu s-a calificat              | Nu s-a calificat              | Nu s-a calificat              | Nu s-a calificat              | Nu s-a calificat              |                               |
| 1996                          | Nu s-a calificat              | Nu s-a calificat              | Nu s-a calificat              | Nu s-a calificat              | Nu s-a calificat              | Nu s-a calificat              | Nu s-a calificat              |                               |
| 2000                          | Nu s-a calificat              | Nu s-a calificat              | Nu s-a calificat              | Nu s-a calificat              | Nu s-a calificat              | Nu s-a calificat              | Nu s-a calificat              |                               |
| 2004                          | Nu s-a calificat              | Nu s-a calificat              | Nu s-a calificat              | Nu s-a calificat              | Nu s-a calificat              | Nu s-a calificat              | Nu s-a calificat              |                               |
| 2008                          | Nu s-a calificat              | Nu s-a calificat              | Nu s-a calificat              | Nu s-a calificat              | Nu s-a calificat              | Nu s-a calificat              | Nu s-a calificat              |                               |
| 2012                          | Nu s-a calificat              | Nu s-a calificat              | Nu s-a calificat              | Nu s-a calificat              | Nu s-a calificat              | Nu s-a calificat              | Nu s-a calificat              |                               |
| 2016                          | Nu s-a calificat              | Nu s-a calificat              | Nu s-a calificat              | Nu s-a calificat              | Nu s-a calificat              | Nu s-a calificat              | Nu s-a calificat              |                               |
| 2020                          | Nu s-a calificat              | Nu s-a calificat              | Nu s-a calificat              | Nu s-a calificat              | Nu s-a calificat              | Nu s-a calificat              | Nu s-a calificat              |                               |
| 2024                          | Nu s-a calificat              | Nu s-a calificat              | Nu s-a calificat              | Nu s-a calificat              | Nu s-a calificat              | Nu s-a calificat              | Nu s-a calificat              |                               |
| Total                         | 0 Titluri                     | 3/16                          | 22                            | 14                            | 8                             | 46                            | 34                            |                               |

### Campionatul Mondial
| România la Campionatul Mondial | România la Campionatul Mondial | România la Campionatul Mondial | România la Campionatul Mondial | România la Campionatul Mondial | România la Campionatul Mondial | România la Campionatul Mondial | România la Campionatul Mondial | România la Campionatul Mondial |
| An                             | Runda                          | Poziția                        | M                              | V                              | Î                              | SC                             | SP                             |                                |
| ------------------------------ | ------------------------------ | ------------------------------ | ------------------------------ | ------------------------------ | ------------------------------ | ------------------------------ | ------------------------------ | ------------------------------ |
| 1949                           |                                | Locul 5                        |                                |                                |                                |                                |                                |                                |
| 1952                           |                                | Locul 4                        |                                |                                |                                |                                |                                |                                |
| 1956                           |                                | Locul 2                        |                                |                                |                                |                                |                                |                                |
| 1960                           |                                | Locul 3                        |                                |                                |                                |                                |                                |                                |
| 1962                           |                                | Locul 3                        |                                |                                |                                |                                |                                |                                |
| 1966                           |                                | Locul 2                        |                                |                                |                                |                                |                                |                                |
| 1970                           |                                | Locul 7                        |                                |                                |                                |                                |                                |                                |
| 1974                           |                                | Locul 6                        |                                |                                |                                |                                |                                |                                |
| 1978                           |                                | Locul 13                       |                                |                                |                                |                                |                                |                                |
| 1982                           |                                | Locul 15                       |                                |                                |                                |                                |                                |                                |
| 1986                           | Nu s-a calificat               | Nu s-a calificat               | Nu s-a calificat               | Nu s-a calificat               | Nu s-a calificat               | Nu s-a calificat               | Nu s-a calificat               |                                |
| 1990                           | Nu s-a calificat               | Nu s-a calificat               | Nu s-a calificat               | Nu s-a calificat               | Nu s-a calificat               | Nu s-a calificat               | Nu s-a calificat               |                                |
| 1994                           | Nu s-a calificat               | Nu s-a calificat               | Nu s-a calificat               | Nu s-a calificat               | Nu s-a calificat               | Nu s-a calificat               | Nu s-a calificat               |                                |
| 1998                           | Nu s-a calificat               | Nu s-a calificat               | Nu s-a calificat               | Nu s-a calificat               | Nu s-a calificat               | Nu s-a calificat               | Nu s-a calificat               |                                |
| 2002                           | Nu s-a calificat               | Nu s-a calificat               | Nu s-a calificat               | Nu s-a calificat               | Nu s-a calificat               | Nu s-a calificat               | Nu s-a calificat               |                                |
| 2006                           | Nu s-a calificat               | Nu s-a calificat               | Nu s-a calificat               | Nu s-a calificat               | Nu s-a calificat               | Nu s-a calificat               | Nu s-a calificat               |                                |
| 2010                           | Nu s-a calificat               | Nu s-a calificat               | Nu s-a calificat               | Nu s-a calificat               | Nu s-a calificat               | Nu s-a calificat               | Nu s-a calificat               |                                |
| 2014                           | Nu s-a calificat               | Nu s-a calificat               | Nu s-a calificat               | Nu s-a calificat               | Nu s-a calificat               | Nu s-a calificat               | Nu s-a calificat               |                                |
| 2018                           | Nu s-a calificat               | Nu s-a calificat               | Nu s-a calificat               | Nu s-a calificat               | Nu s-a calificat               | Nu s-a calificat               | Nu s-a calificat               |                                |
| 2022                           | Nu s-a calificat               | Nu s-a calificat               | Nu s-a calificat               | Nu s-a calificat               | Nu s-a calificat               | Nu s-a calificat               | Nu s-a calificat               |                                |
| 2025                           |                                | Calificată                     |                                |                                |                                |                                |                                |                                |
| Total                          | 0 Titluri                      | 11/21                          |                                |                                |                                |                                |                                |                                |

### Campionatul European
Campioana       Finalista       Locul 3       Locul 4
| Palmares la Campionatul European | Palmares la Campionatul European | Palmares la Campionatul European |
| Anul                             | Runda                            | Poziția                          |
| -------------------------------- | -------------------------------- | -------------------------------- |
| 1948                             | Nu a participat                  | Nu a participat                  |
| 1950                             | Grupe - faza finală              | Locul 5                          |
| 1951                             | Grupe - faza finală              | Locul 4                          |
| 1955                             | Grupe - faza finală              | Locul 2                          |
| 1958                             | Grupe - faza finală              | Locul 2                          |
| 1963                             | Grupe - faza finală              | Locul 1                          |
| 1967                             | Grupe - faza finală              | Locul 5                          |
| 1971                             | Grupe - faza finală              | Locul 3                          |
| 1975                             | Grupe - faza finală              | Locul 4                          |
| 1977                             | Semifinale                       | Locul 3                          |
| 1979                             | Grupe - faza finală              | Locul 7                          |
| 1981                             | Grupe - faza finală              | Locul 5                          |
| 1983                             | Grupe - turneu 7-12              | Locul 8                          |
| 1985                             | Grupe - turneu 7-12              | Locul 8                          |
| 1987                             | Turneu 9-12                      | Locul 10                         |
| 1989                             | Turneu 9-12                      | Locul 12                         |
| 1991                             | Nu s-a calificat                 | Nu s-a calificat                 |
| 1993                             | Nu s-a calificat                 | Nu s-a calificat                 |
| 1995                             | Grupe preliminare                | Locul 12                         |
| 1997                             | Nu s-a calificat                 | Nu s-a calificat                 |
| 1999                             | Nu s-a calificat                 | Nu s-a calificat                 |
| 2001                             | Nu s-a calificat                 | Nu s-a calificat                 |
| 2003                             | Nu s-a calificat                 | Nu s-a calificat                 |
| / 2005                           | Nu s-a calificat                 | Nu s-a calificat                 |
| 2007                             | Nu s-a calificat                 | Nu s-a calificat                 |
| 2009                             | Nu s-a calificat                 | Nu s-a calificat                 |
| / 2011                           | Nu s-a calificat                 | Nu s-a calificat                 |
| / 2013                           | Nu s-a calificat                 | Nu s-a calificat                 |
| / 2015                           | Nu s-a calificat                 | Nu s-a calificat                 |
| 2017                             | Nu s-a calificat                 | Nu s-a calificat                 |
| / 2019                           | Grupe preliminare                | Locul 21                         |
| / 2021                           | Nu s-a calificat                 | Nu s-a calificat                 |
| / 2023                           | Sferturi de finală               | Locul 7                          |
| Total                            | 1 Titlu                          | 18/33                            |

## Galerie

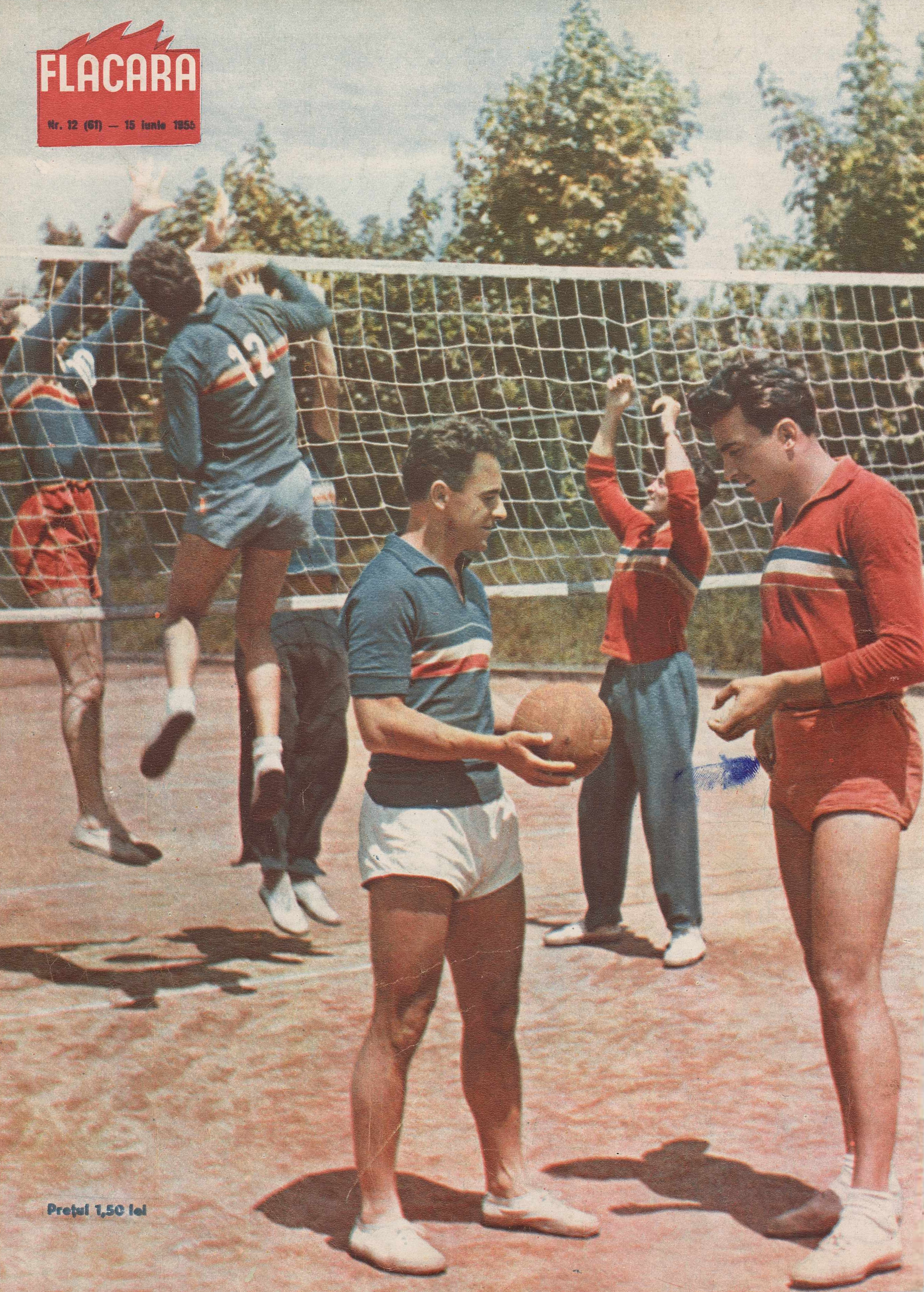
Pregătiri ale lotului R.P.R. de volei în vederea Campionatelor europene (1955)
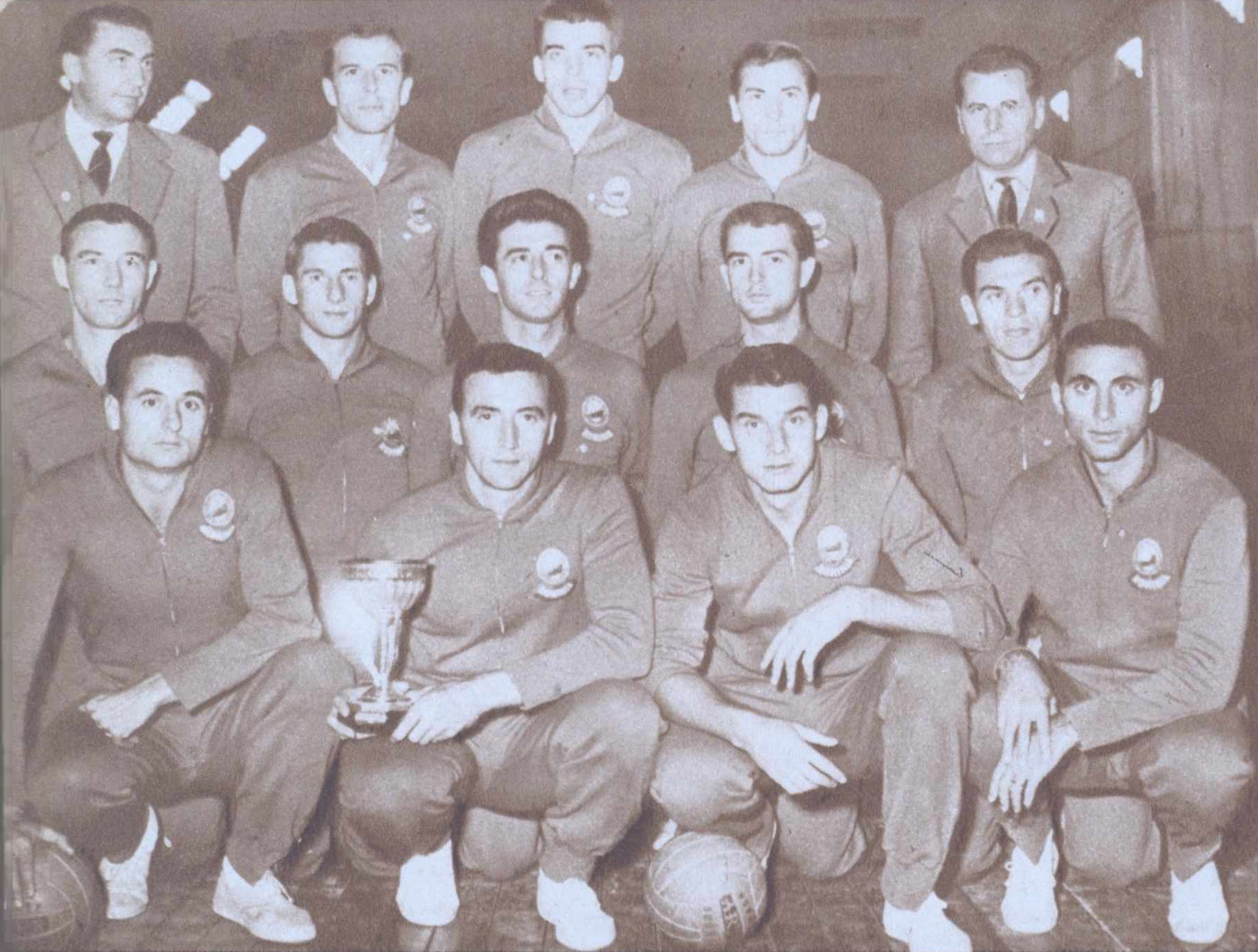
Echipa națională de volei a României (1963)
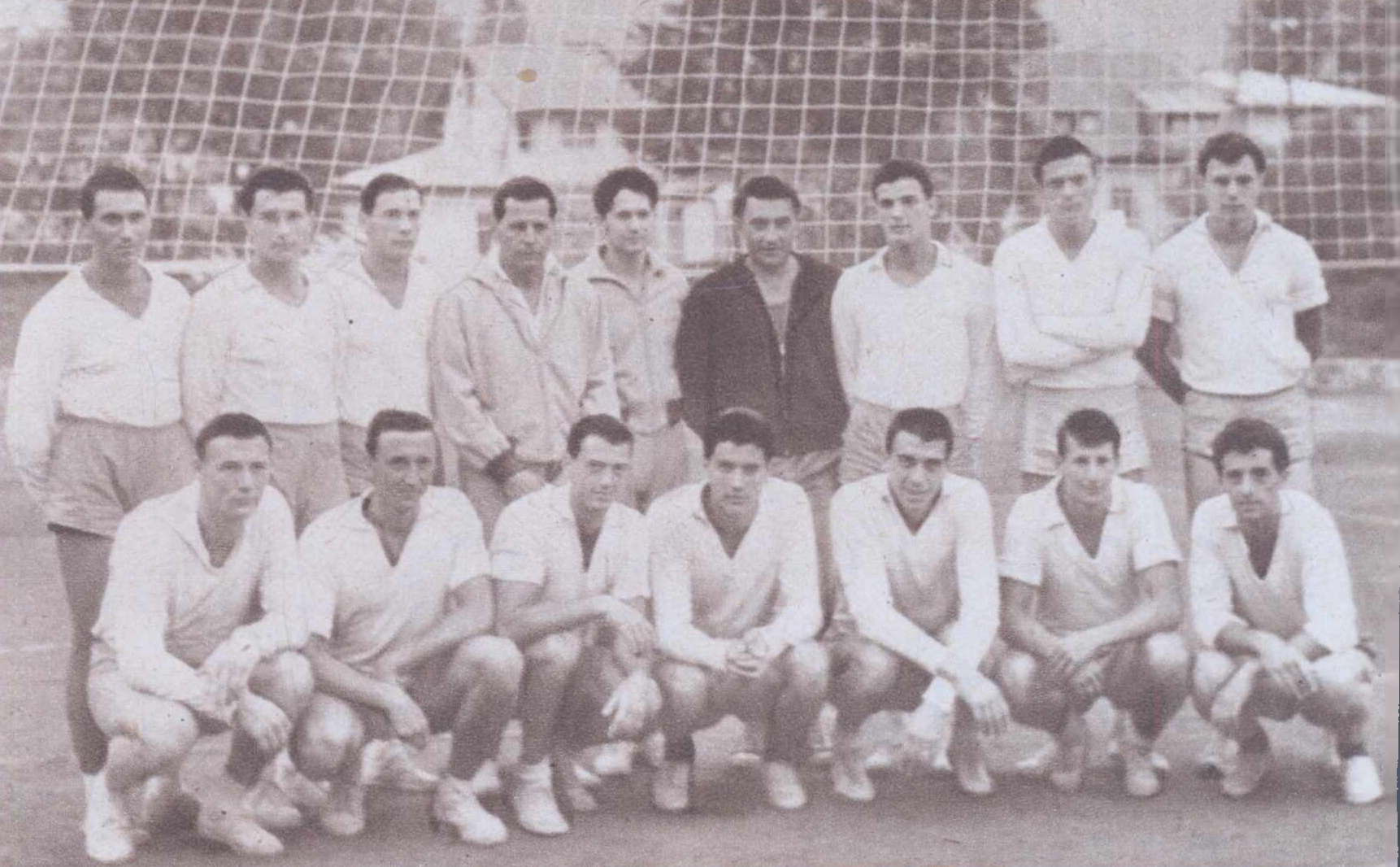
Echipa națională (1963)
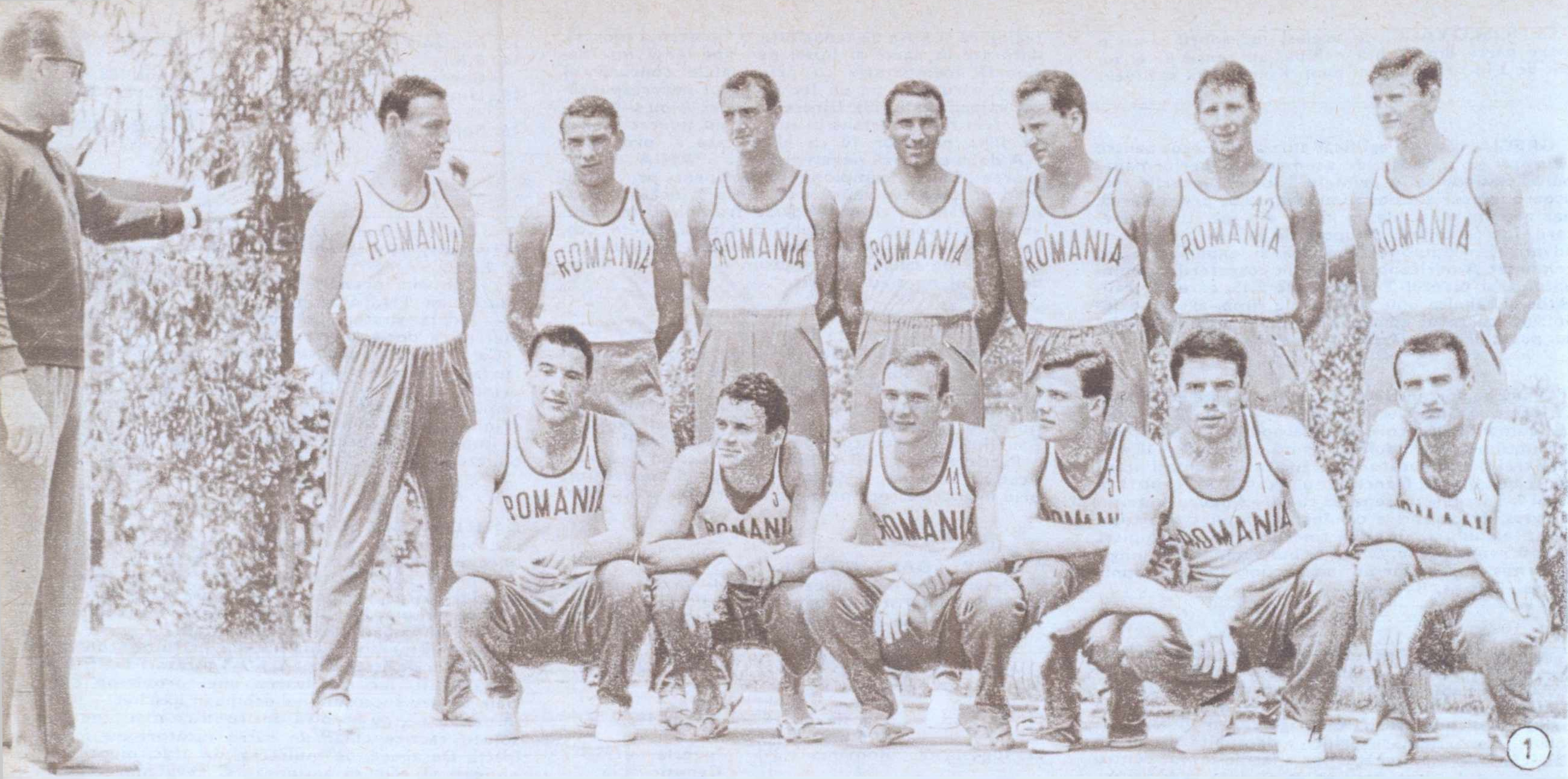
Echipa națională (1965)
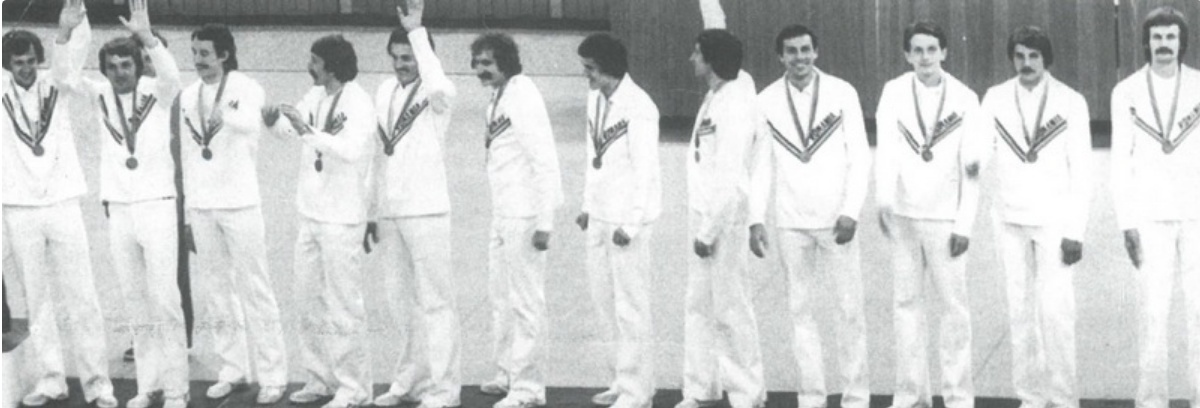
Echipa de volei a României medaliată cu bronz olimpic la Moscova (1980)